# Сухоядение
Сухояде́ние (греч. ξηροφαγία, ксерофагия) — одна из строгих степеней поста, термин в монастырском уставе, означающий разрешение на вкушение в пост только такой пищи растительного происхождения, которая не поддавалась термической обработке, неварёная пища, свежие, сушёные или мочёные овощи и фрукты (в Типиконе предлагаются инжир, финики, изюм, маслины, орехи). Сухоядение предписывается уставом в большинство дней Великого поста, кроме суббот, воскресений и дней, когда «отнюдь вовсе ясти не подобает» (полное воздержание от пищи). Распространяется преимущественно на монашествующих. Для мирян считается дополнительным подвигом, на который рекомендуется получить благословение духовника. При этом сухоядение запрещено в субботы и воскресенья по 64-му правилу апостольскому. В частности, запрещение на строгий пост в субботу исходит от святителя Сильвестра.
Растительное масло и вино, хотя и приготовлены без термической обработки, употреблять в такие дни не дозволяется. Горячие напитки, включая кофе и компоты, не разрешены. Запрещается употребление любой пищи животного происхождения, в том числе мяса, рыбы, яиц, молока и молочных продуктов.
Благовещение, когда бывает в Великую пятницу, то согласно Типикону назначено сухоядение, но при этом разрешено вино.